# Myrteta unio
Myrteta unio är en fjärilsart som beskrevs av Charles Oberthür 1880. Myrteta unio ingår i släktet Myrteta och familjen mätare. Inga underarter finns listade i Catalogue of Life.